# James Cook

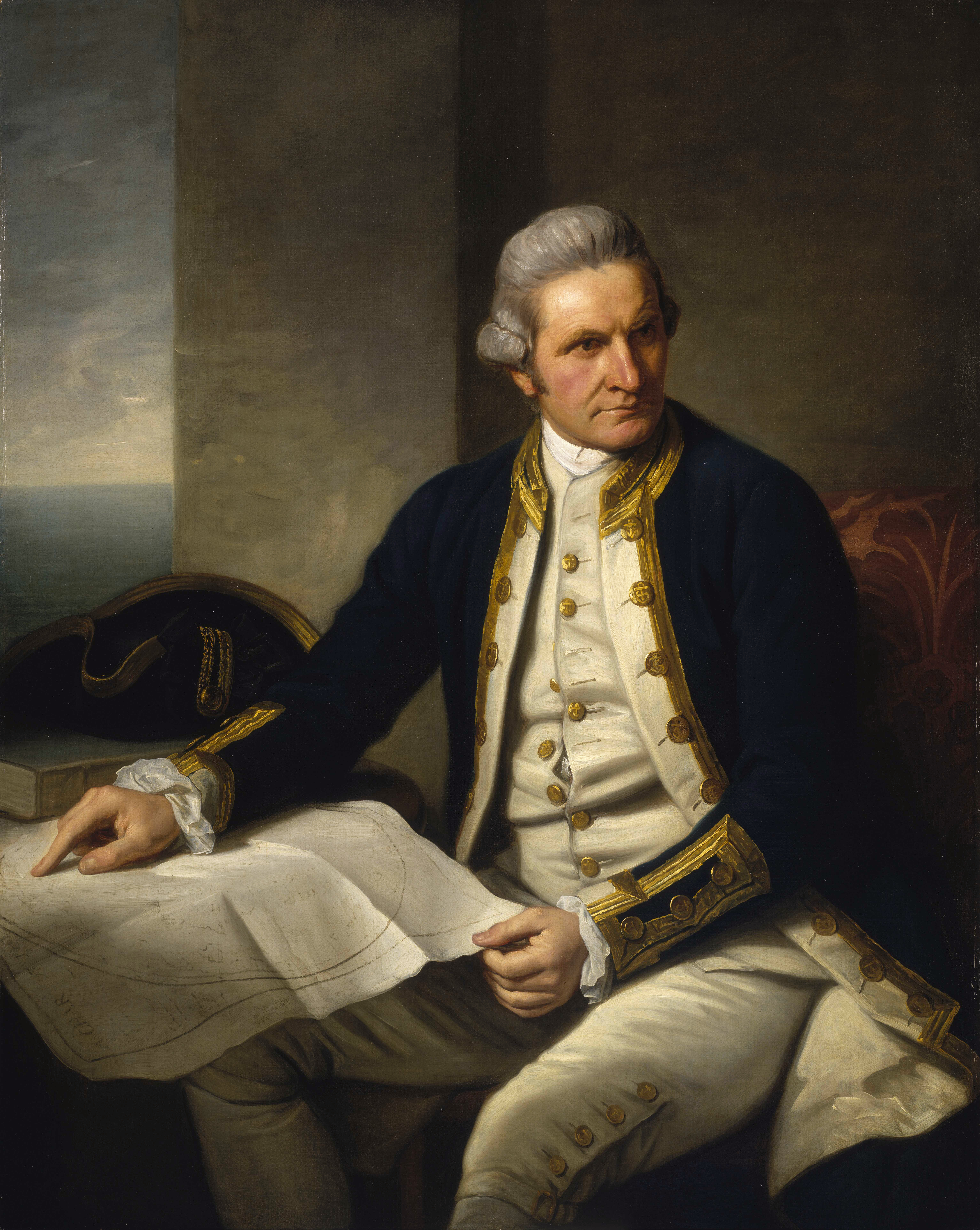
James Cook (Nathaniel Dance-Holland, 1776)

James Cook (* 27. Oktoberjul. / 7. November 1728greg. in Marton bei Middlesbrough; † 14. Februar 1779 in der Kealakekua Bay, Hawaiʻi) war ein britischer Seefahrer, Kartograf und Entdecker. Berühmt wurde er durch drei Fahrten in den Pazifischen Ozean, den er genauer kartografierte als jeder andere vor ihm. Er entdeckte zahlreiche Inseln und wies nach, dass die Terra Australis nicht existierte und die Nordwestpassage mit Schiffen seiner Zeit nicht zu durchfahren war. Von großer Bedeutung für die Seefahrt waren auch seine wirkungsvollen Maßnahmen gegen Skorbut.

## Leben
Cooks Geburt ist im Pfarrregister von St. Cuthbert in Yorkshire mit dem Eintrag „27. Oktober 1728. James, Sohn des Tagelöhners James Cook und seiner Frau Grace“ verzeichnet. Er war eines von acht Kindern. Auf Kosten des Dienstherrn seines Vaters, Thomas Skottowe, konnte er die Dorfschule in Great Ayton besuchen. Hier erwarb er Kenntnisse im Lesen, Rechnen und Schreiben. Mit 17 Jahren wurde er auf Wunsch seines Vaters Lehrling in der Gemischtwarenhandlung des Quäkers John Walker, der für ihn eine Art Mentor wurde. Die Quäkerkontakte brachten ihn mit der Seefahrt in Kontakt, er selbst wurde aber nicht Quäker.

### Seemann
Seine seemännische Laufbahn begann mit 18 Jahren auf Kohletransportschiffen zwischen Newcastle upon Tyne und London, die in Whitby beheimatet waren. Cooks Fähigkeiten brachten ihn gut voran. Mitte 1754 wechselte er unter finanziellen Einbußen zur Royal Navy, bei der er als Able Seaman auf der HMS Eagle anheuerte. Nur der Dienst für die Krone ermöglichte die Aussicht auf einen erheblichen sozialen Aufstieg.

### Seeoffizier

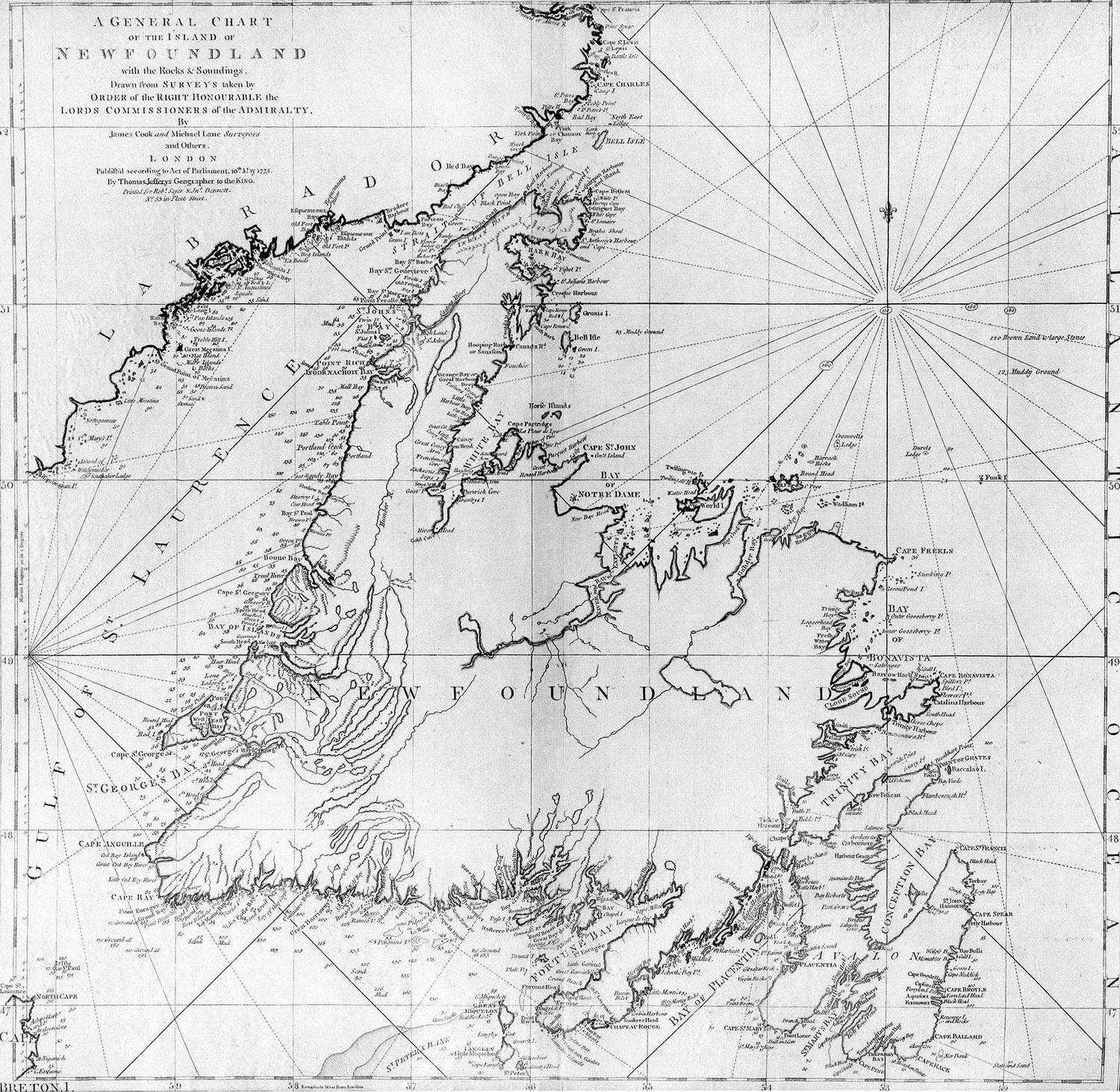
Cooks Karte von Neufundland, erstellt im Auftrag des damaligen Gouverneurs Hugh Palliser, veröffentlichte Version von 1775

James Cook bekam sein erstes kleines Kommando am 5. April 1756 und bestand 1757 die Prüfung zum Master (eigenverantwortlichen Schiffsführer, entsprach dem Steuermann). Zwischen 1755 und 1758 hatte er als Master’s Mate (Steuermannsmaat) auf der HMS Eagle unter Palliser gedient.
Sein überragendes Talent als Kartograf zeigte sich ab 1758 bei der Erkundung und Vermessung vor allem des Sankt-Lorenz-Stromes (im Vorfeld der Belagerung von Québec), von Gewässern Neufundlands und anderer Teile der Ostküste Kanadas während des Siebenjährigen Krieges (1756–1763).
Cooks präzise Karten verhalfen den britischen Truppen unter General James Wolfe im September 1759 zum entscheidenden Sieg über die Franzosen bei Québec.
Von 1764 bis Ende 1767 hatte er für seine Vermessungsarbeit durch die Vermittlung von Palliser, inzwischen zum Gouverneur von Neufundland ernannt, das Kommando über den kleinen Schoner Grenville erhalten, den er mehrmals und schnell über den Atlantik segelte, was seine Qualitäten als Seemann bewies. Während der Winterzeit war er im Auftrag der Admiralität in England mit dem Erarbeiten von Seekarten und Segelhandbüchern anhand seiner Messdaten vom Sommer befasst.
Während seines Aufenthalts in Neufundland führte Cook astronomische Beobachtungen durch, insbesondere während einer Sonnenfinsternis am 5. August 1766. Da er deren Beginn und Ende exakt festhielt und mit den entsprechenden Zeitpunkten an einem Ort bekannter Koordinaten in England verglich, konnte er den Längengrad seines Beobachtungsortes in Neufundland bestimmen.
Sein Ruf als Schiffsführer und Kartograf brachte dem am 25. Mai 1768 zum Lieutenant ernannten Seemann die Berufung zur berühmten Pazifikreise ein, die ihm von mancher Seite geneidet wurde, beispielsweise von Alexander Dalrymple, dem späteren ersten Hydrografen der Admiralität.

### Erste Südseereise (1768–1771)

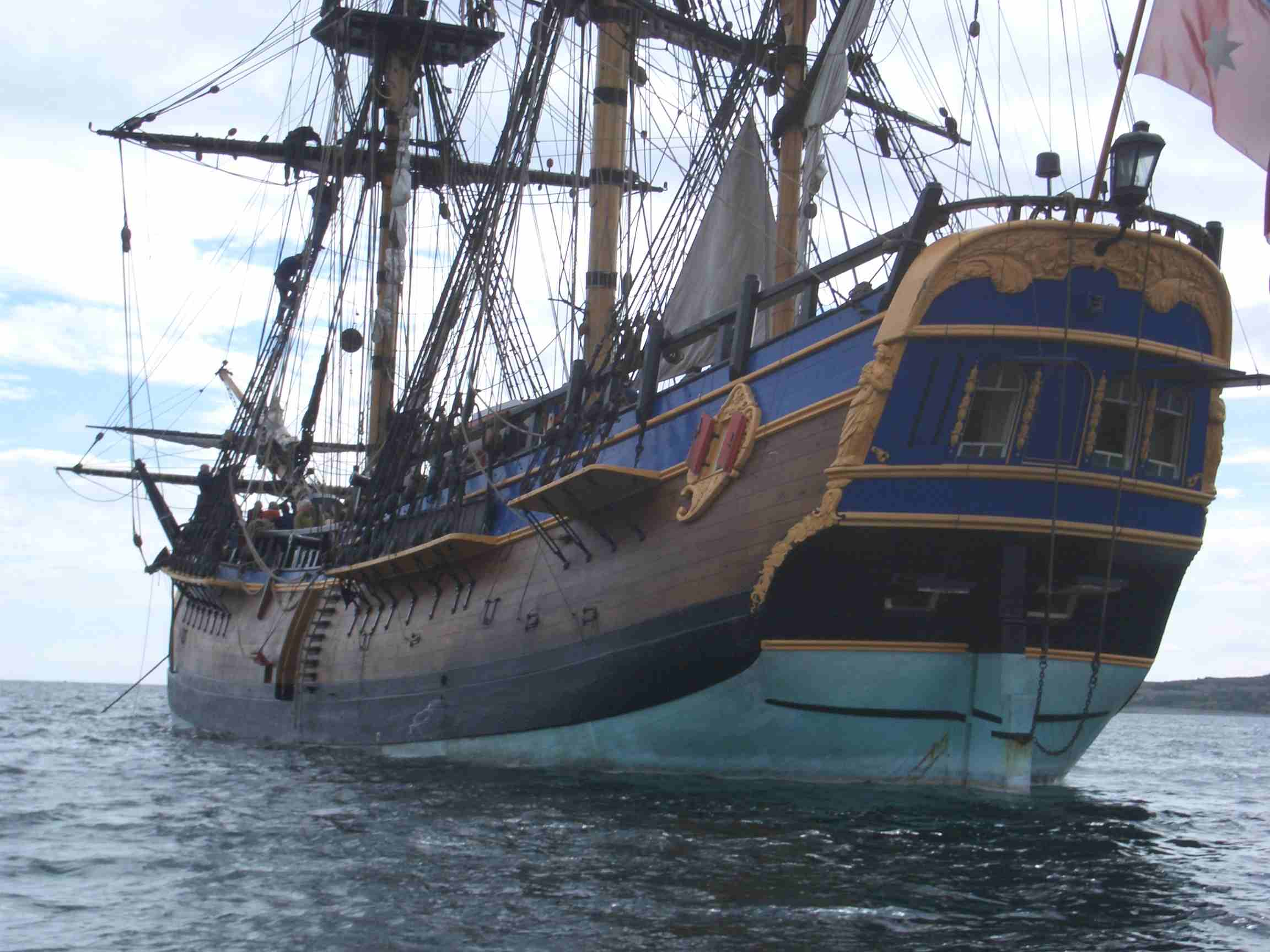
Nachbau der HMS Endeavour (Schiffstyp Whitby Cats)

Diese Expedition wurde auf Empfehlung der Royal Society unter der Präsidentschaft des Astronomen Lord Morton unternommen, um im Rahmen einer international angelegten Messkampagne den Durchgang des Planeten Venus vor der Sonnenscheibe – den Venustransit vom 3. Juni 1769 – auf Tahiti zu beobachten. Dieses astronomische Großprojekt hatte die Bestimmung der Entfernung Erde–Sonne zum Ziel. Damit könnte man – auf Basis des dritten Kepler-Gesetzes – die Abstände aller anderen Planeten im Sonnensystem berechnen.
Cooks Aufgabe war vor allem, mehrere Wissenschaftler (darunter den Astronomen Charles Green) samt ihren Instrumenten sicher nach Tahiti und zurück zu bringen. Er benötigte dafür ein geräumiges Schiff mit geringem Tiefgang. Die Admiralität erwarb den 340 Tonnen schweren Kohletransporter Earl of Pembroke, der umgebaut wurde und den Namen HMS Endeavour erhielt. Das Schiff stach am 26. August 1768 in See.

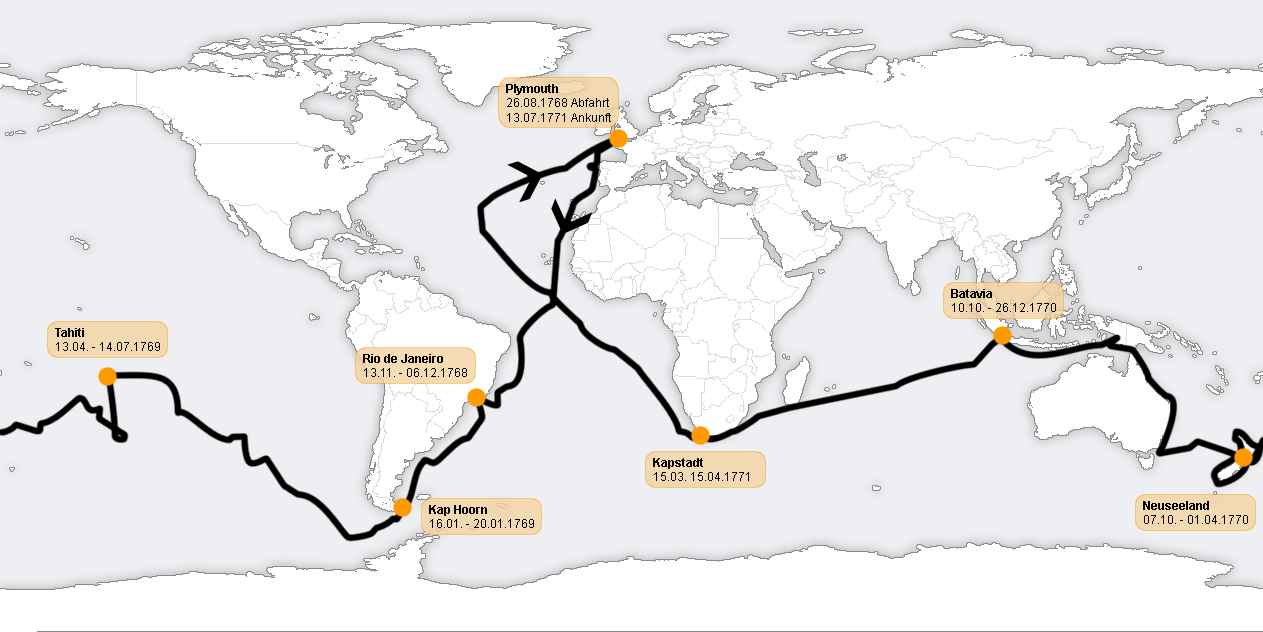
Verlauf der ersten Südseereise, 1768–1771

Poupou (Māori-Ahnentafel), einziges erhaltenes Objekt der ersten Südseereise von James Cook, 1770 Geschenk an Joseph Banks, heute im Museum der Universität Tübingen MUT

Darüber hinaus erhielt James Cook mit einer geheimen Order – die er erst öffnen durfte, nachdem der erste Teil seiner Reise (die Beobachtung des Venusdurchgangs) erfüllt war – den Auftrag, den Ozean südlich des 40. südlichen Breitengrades zu erforschen und einen von Kartografen postulierten riesigen „Südkontinent“ (bzw. das „Große Südland“, die Terra Australis incognita) zu finden, von dem man annahm, dass er als Gegengewicht zu den Landmassen der Nordhalbkugel existieren müsse. Zudem war die von Spanien geheim gehaltene Existenz der Torres-Straße bei Neuguinea zwar der Admiralität bekannt, jedoch noch von keinem ihrer Schiffe bestätigt worden.
Auf eigene Kosten (in ähnlicher Höhe, wie die Krone in die Expedition investierte) nahm auch der 25-jährige Naturforscher Joseph Banks an dieser Expedition teil, vor allem, um botanische Sammlungen anzulegen. Er hatte dafür einen Stab von zehn Personen organisiert, darunter den 39-jährigen schwedischen Botaniker Daniel Solander, wie Banks Mitglied der Royal Society. Nach dreiwöchigem Zwischenaufenthalt in Rio de Janeiro, wo das Schiff gründlich überholt wurde, lief Cook Anfang Dezember wieder aus und traf Anfang Januar 1769 in der Bay of Good Success an der Le-Maire-Straße (Feuerland) ein.
Ende Januar hatte die HMS Endeavour mit Glück Kap Hoorn umrundet und befand sich am 60. Breitengrad, dem südlichsten Punkt dieser Reise. Mitte April war Tahiti erreicht, die HMS Endeavour lag in der Matavai-Bucht, und man begann, Fort Venus aufzubauen. Anfang Mai war auch das Observatorium einsatzbereit, und man widmete sich der Erkundung Tahitis.
Nach den erfolgreichen Beobachtungen (im letzten Moment musste Cook ein gestohlenes Instrument wiederfinden) verließ er Tahiti Mitte Juli zusammen mit Tupaia, seinem einheimischen Navigator. Er kreuzte zwischen Tetiaroa, Moorea, Huahine, Bora Bora, Raiatea und verließ Mitte August die Gesellschaftsinseln mit Südkurs. Anfang Oktober sichtete er Neuseeland – auf der Suche nach einem Land, das der Niederländer Abel Tasman über hundert Jahre zuvor mit kaum mehr als ein paar Federstrichen auf einer Seekarte eingezeichnet hatte. Cook kartografierte das Land in sechsmonatiger Arbeit genau und entdeckte dabei die später nach ihm benannte Cookstraße, womit er Neuseeland als Doppelinsel nachwies.
Am 28. April 1770 betrat die Besatzung der HMS Endeavour als erste Europäer die Ostküste Neu-Hollands, wie damals Australien nach seinen Entdeckern hieß. Den Ort nannten sie Botany Bay wegen der sehr zahlreich vorgefundenen neuen Pflanzen. Acht Tage später segelte man 3.200 km nordwärts entlang der Küstenlinie und sammelte weiterhin kartografische Informationen. Am 11. Juni lief die HMS Endeavour am Cape Tribulation auf das Endeavour Reef auf, einem Teil des Great Barrier Reefs, und wäre beinahe verlorengegangen. Während der Reparaturarbeiten der Schiffzimmerleute, die insgesamt sechs Wochen beanspruchten, beobachtete Banks „riesige Hasen“, die von den Eingeborenen Kängurus genannt wurden. Danach setzte Cook die Fahrt fort, fand Mitte August die Cook-Passage durch das Great Barrier Reef und konnte endlich frei nach Norden segeln.
Eine Woche später landete er wieder und benannte das Land New Wales, bevor er durch die Endeavour-Straße (den südlichsten Teil der Torres-Straße) westwärts segeln und so feststellen konnte, dass Neuholland und Neuguinea voneinander getrennt waren, woraufhin er die Ostküste Neuhollands für England in Besitz nahm. Am 10. Oktober  erreichte er Batavia, damals Niederländisch-Indien, wo er das Schiff drei Wochen lang gründlich überholen ließ. Während dieser Zeit fielen sieben seiner Männer Durchfallerkrankungen zum Opfer, und viele weitere, darunter der Astronom Green, starben auf der Weiterfahrt, bevor die HMS Endeavour ab Mitte März 1771 einen einmonatigen Aufenthalt bei Kapstadt einlegen konnte, wo sie wiederum ausgebessert wurde.

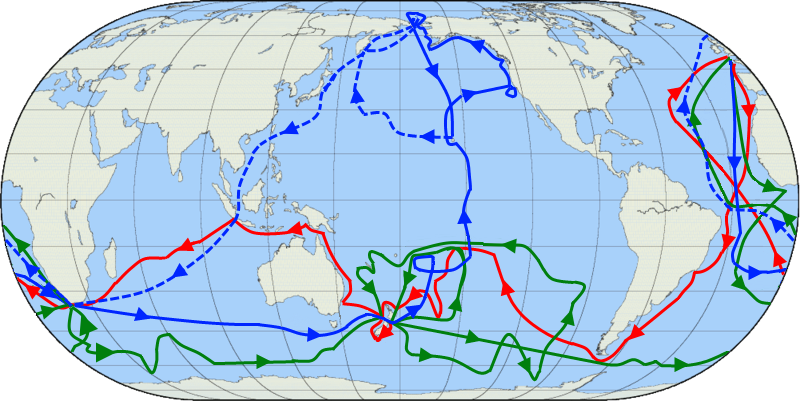
Die Routen von Cooks Reisen: rot = 1. Reise, grün = 2. Reise, blau = 3. Reise, blaue gestrichelte Linie = Route seiner Besatzung, nachdem er umgekommen war

Am 13. Juli 1771 setzte Cook nach dreijähriger Expeditionsreise erstmals wieder den Fuß auf Englands Boden, und am 16. machte die HMS Endeavour in Woolwich fest. Am 14. August stellte der Erste Lord der Admiralität Earl of Sandwich ihn König Georg III. vor, der ihn persönlich zum Commander beförderte.

### Zweite Südseereise (1772–1775)

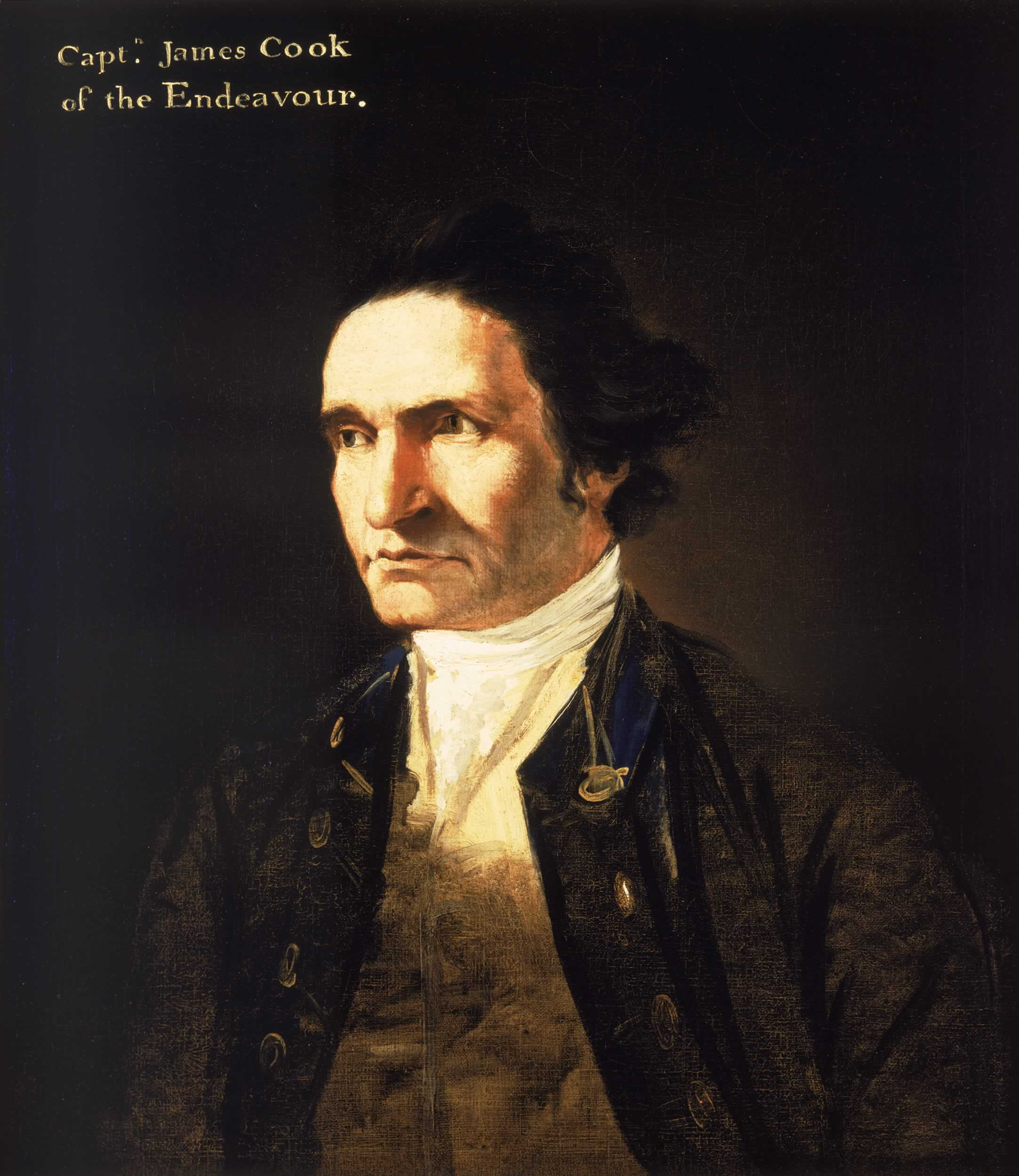
Porträt von James Cook (gemalt von William Hodges) ca. 1775–76

Mangels „literarischer Qualität“ wurden nach Cooks Rückkehr seine Aufzeichnungen nicht veröffentlicht. Dies geschah erst 1863. Stattdessen wurde die Version des Romanautors und Librettisten John Hawkesworth publiziert, der zwar Cooks und Banks’ Tagebücher nutzte, aber grobe Ungenauigkeiten und einfältige Anschauungen einbrachte. Alexander Dalrymple, der soeben in einem zweibändigen Werk die Terra Australis logisch bewiesen zu haben glaubte, kritisierte Cook auf Grund von Hawkesworths Veröffentlichung und verlegte den von ihm postulierten Südkontinent in Gebiete, „die Cook ungenügend erforscht“ habe.
Der Admiralität kam angesichts des von Cook gelieferten hochwertigen Kartenmaterials die „wissenschaftliche“ Forderung nach einer weiteren Expedition nicht ungelegen, und während Dalrymple weiter an seiner Kritik an Cook festhielt, wurden zwei neuwertige Schiffe gefunden, umgebaut und umbenannt in Resolution und Adventure. Dabei handelte es sich erneut um Frachter aus Whitby. Das Schiff seiner ersten Reise, die Endeavour, war hingegen nicht mehr zu gebrauchen.
Joseph Banks wollte wieder teilnehmen, verlangte aber für seine Arbeitsgruppe und die beabsichtigten Sammlungen so umfangreiche Umbauten, dass er letztlich abgewiesen wurde, nachdem die durch die erhöhten Aufbauten verminderte Seetüchtigkeit der Resolution auf einer Probefahrt zutage gekommen war. An seiner Stelle begleiteten der Preuße Johann Reinhold Forster und sein Sohn Georg für die Sammlung astronomischen, naturkundlichen und geografischen Wissens die Expedition. Darüber hinaus waren der klassizistische Maler William Hodges und zwei Astronomen (auf jedem Schiff einer) dabei, die sich um die Kontrolle der neuen time keeper zu kümmern hatten. Da Cooks Maßnahmen gegen Skorbut erfolgreich gewesen waren, wurde auf diesem Weg weiter experimentiert: Neben Malz und Sauerkraut führte man jetzt auch Karottengelee und Bierkondensat mit.
Die Reise begann am 13. Juli 1772 in Plymouth. Cook nahm über Kapstadt, wo er ab Ende Oktober einen dreiwöchigen Aufenthalt einlegte, Kurs auf Kap Circoncision auf ca. 54° Süd. Dieses war dreißig Jahre zuvor von Charles Bouvet entdeckt worden, der es irrtümlicherweise für ein Vorgebirge der Terra Australis gehalten hatte.
Am 51. Breitengrad traf man zum ersten Mal auf Eisberge. Am 3. Januar 1773 stand man etwa fünf Grad südlicher als das von Bouvet entdeckte Festland. Da Cook die Bouvetinsel nicht zu Gesicht bekam, nahm er an, Bouvet habe einen Eisberg fälschlich für Festland gehalten. Am 17. Januar überquerte die Expedition als erste den südlichen Polarkreis (66° 30' S), musste jedoch dann des undurchdringlichen Eises wegen bei 67° 15' südlicher Breite wenden und steuerte wieder in Richtung Nordost.
Am 9. Februar, in der Nähe der Kerguelen, ging in dichtem Nebel der Kontakt zur Adventure verloren. Da für einen solchen Fall ein Treffpunkt in Neuseeland vereinbart war, setzte Cook seine Fahrt fort, nachdem die Resolution einen Nachmittag lang erfolglos Kanonenschüsse abgegeben hatte, und steuerte sogar noch weiter südwärts. Er erreichte am 24. Februar 61° 52' S, musste dann weiter nordwärts halten und traf am 27. März nach 117 Tagen auf See auf die Südspitze Neuseelands, wo er im Duskysund seinen Leuten zwei Wochen gönnte und das Schiff überholen ließ. Er hatte im Zickzack den Bereich um den 60. Breitengrad abgesegelt, ohne auf einen Kontinent zu stoßen. Damit war Dalrymples Auffassung widerlegt.
Als Cook am 18. Mai den Treffpunkt im Königin-Charlotte-Sund aufsuchte, an dem die Adventure schon seit sechs Wochen wartete, waren bei Cook ein ernster und drei leichte Fälle von Skorbut aufgetreten, auf der Adventure hingegen zwanzig schwere Fälle. Ihr Kommandant hatte die Diätvorschriften nicht allzu ernst genommen. Man setzte mitgebrachte Ziegen aus und pflanzte Kartoffeln und Rüben.

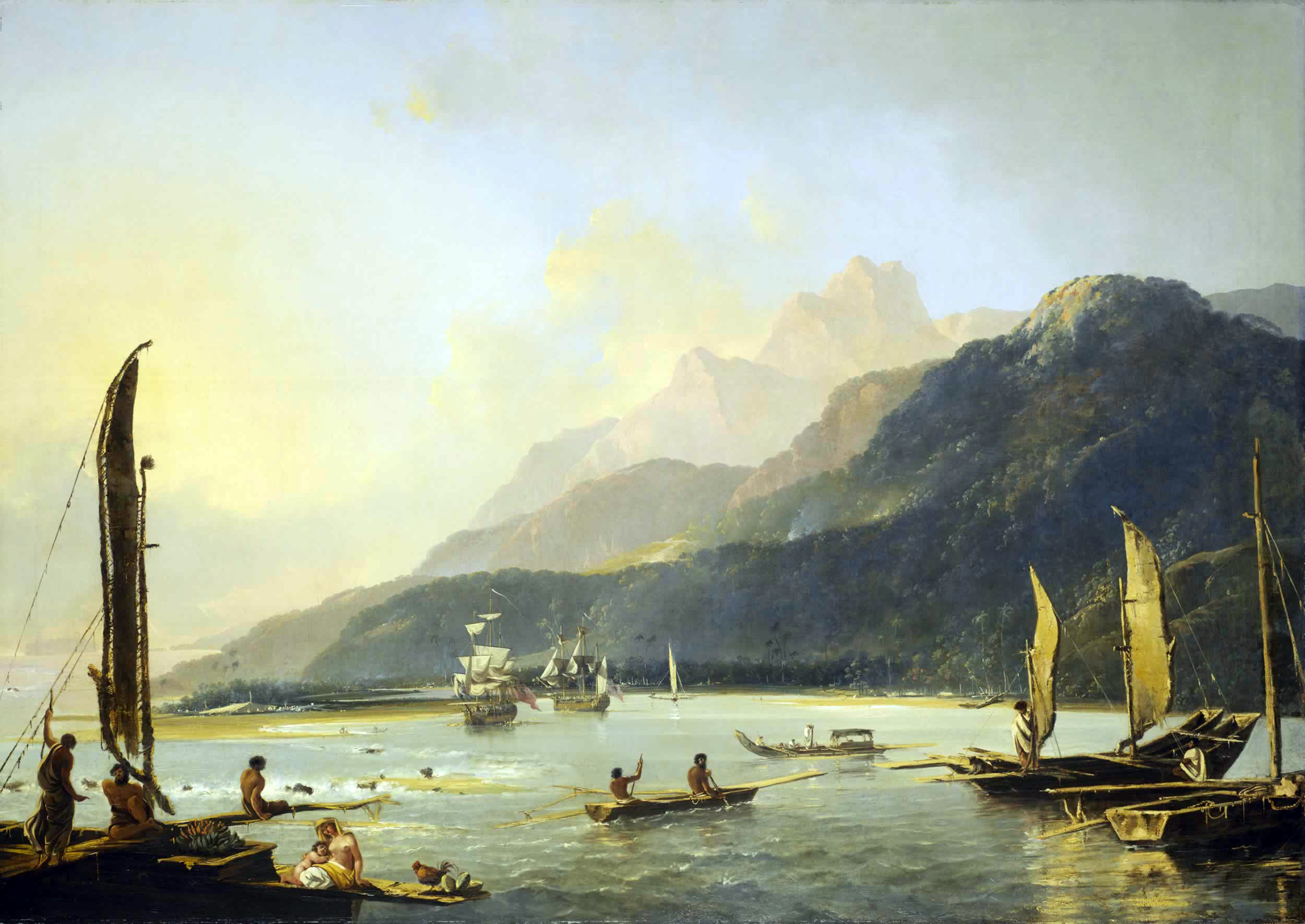
Die Schiffe Resolution und Adventure in der Matavai-Bucht von Tahiti, auf ihrer zweiten Reise.

Da der Südwinter näherrückte, bewegte Cook sich danach auf die Tropen zu. Am 2. August stand er nahe der von Carteret angegebenen Position Pitcairns, doch dort lag die Insel mit Sicherheit nicht. Auf der Adventure waren wieder zwanzig Fälle von Skorbut aufgetreten. Cook setzte Kurs auf Tahiti ab, wo er am 17. August eintraf.
Anfang September segelte er weiter und traf Anfang Oktober bei den Tongainseln ein, wo er sehr freundlich bewirtet wurde, was ihn zur Bezeichnung Freundschaftsinseln veranlasste. Wie heute bekannt ist, verdankte er es nur einem Zufall, dass seine Gruppe in der Nacht nach einer der freundlichen Bewirtungen nicht niedergemetzelt wurde. Ihren Plan führten die Insulaner nur wegen Streitigkeiten untereinander im letzten Moment nicht aus.
Er wandte sich wieder Richtung Neuseeland, das er am 21. Oktober sichtete. Am 30. Oktober verlor er in schwerem Wetter den Kontakt zur Adventure und fuhr die Küste entlang weiter. Am 25. November hinterließ er am vereinbarten Ort in einer Flasche eine Nachricht für die Adventure, in der er seine beabsichtigte Route angab. Dann wandte er sich nach Süden und überschritt den 67. Breitengrad, bevor er am 24. Dezember 1773 wegen des Eises wieder Kurs Nord befahl.
Am 11. Januar 1774 steuerte er wieder südwärts, zum Entsetzen der Mannschaft, die sich bereits auf der Heimreise gewähnt hatte. Am 30. Januar erreichte er den südlichsten Punkt der Reise, 71° 10' S, 106° 54' W, und beendete den Vorstoß im Wissen, dass auch dort kein größeres Land sein könne. Erst James Weddell sollte 1823 weiter nach Süden kommen: auf 74° 15' S.
Cook lief nun nordwärts, suchte erfolglos den 1563 als „Kontinent“ bezeichneten Juan-Fernández-Archipel und erkrankte selbst an einer Gallenkolik. Forster willigte ein, seinen Lieblingshund schlachten und zubereiten zu lassen, um den Kapitän zu kurieren – mit Erfolg (23. Februar). Cook erreichte am 11. März die Osterinsel, notierte dort zum Trinkwasser: „so schlecht, kaum wert, an Bord gebracht zu werden“, und segelte durch die Tuamotus und Melanesien nochmals nach Tahiti (22. April), den Neuen Hebriden und nochmals Neuseeland, wobei er noch Neukaledonien entdeckte. Nach der Adventure befragt, wichen die neuseeländischen Māori aus. Später stellte sich heraus, dass ein Landungsboot mit elf Männern angegriffen, die Männer getötet und möglicherweise verzehrt worden waren. Die Adventure hatte Ende 1773 Neuseeland verlassen und war im Juli 1774 um Kap Hoorn segelnd in England angelangt. Sie hatte damit als erste die Erde auf östlichem Kurs umsegelt.
Die Resolution stach am 10. November in See, passierte Kap Hoorn, suchte noch den Südatlantik ab und entdeckte für England die öden Inseln Südgeorgien und die Südlichen Sandwichinseln. Von Kapstadt richtete die Resolution den Kurs auf St. Helena und Ascension, suchte nach der imaginären „Matthäus-Insel“, die in portugiesischen Karten des 15. Jahrhunderts eingezeichnet war, und stand so nahe an Brasilien, dass Cook sich entschied, noch die Position von Fernando de Noronha zu bestimmen. Über die Azoren kehrte man am 30. Juli 1775 nach England zurück. Von den 112 Mann Besatzung waren unterwegs nur vier gestorben (zwei durch Unfälle, einer durch Alkoholvergiftung, ein Selbstmord), keiner davon an Skorbut.
Während der Expedition gesammelte völkerkundliche Objekte aus der Südsee wurden auf Museen Europas verteilt; ein großer Teil davon gelangte in die Cook-Forster-Sammlung des Völkerkundlichen Museums der Universität Göttingen und in das Völkerkundemuseum Herrnhut.

### Dritte Südseereise (1776–1779/1780) und Tod

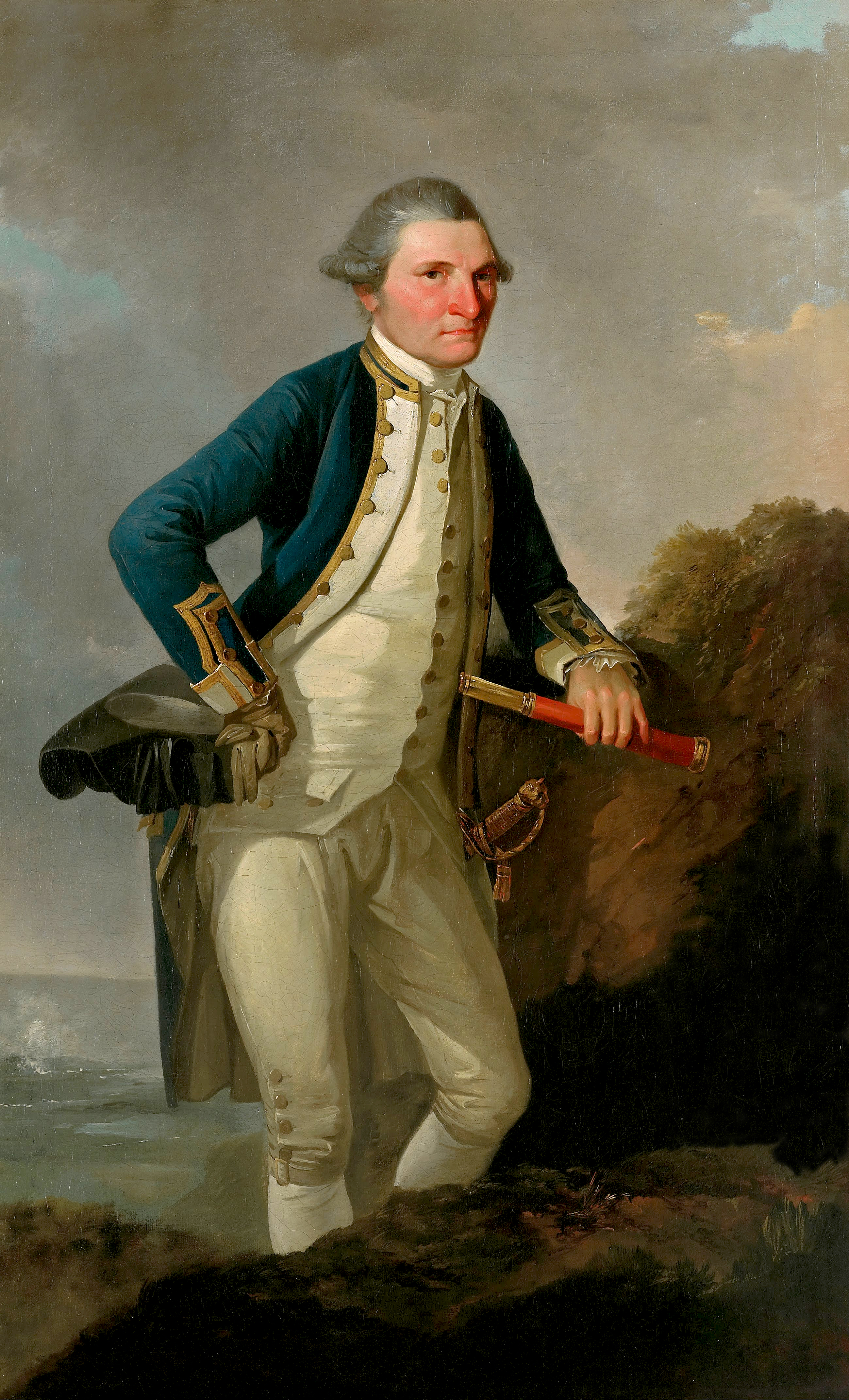
James Cook gemalt von John Webber (1776)

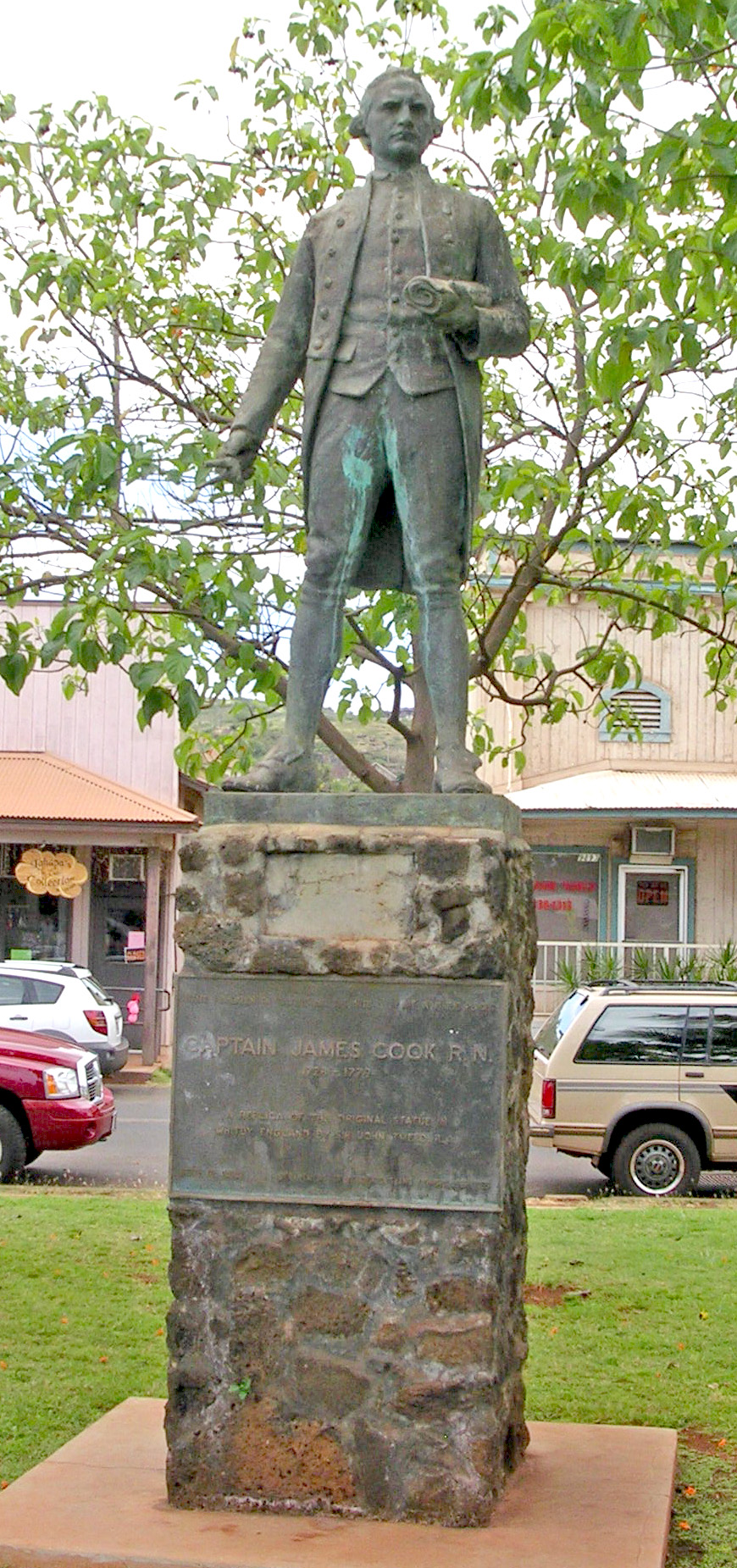
Denkmal für James Cook in Waimea (Kauaʻi) zum Gedenken an die Landung im Januar 1778

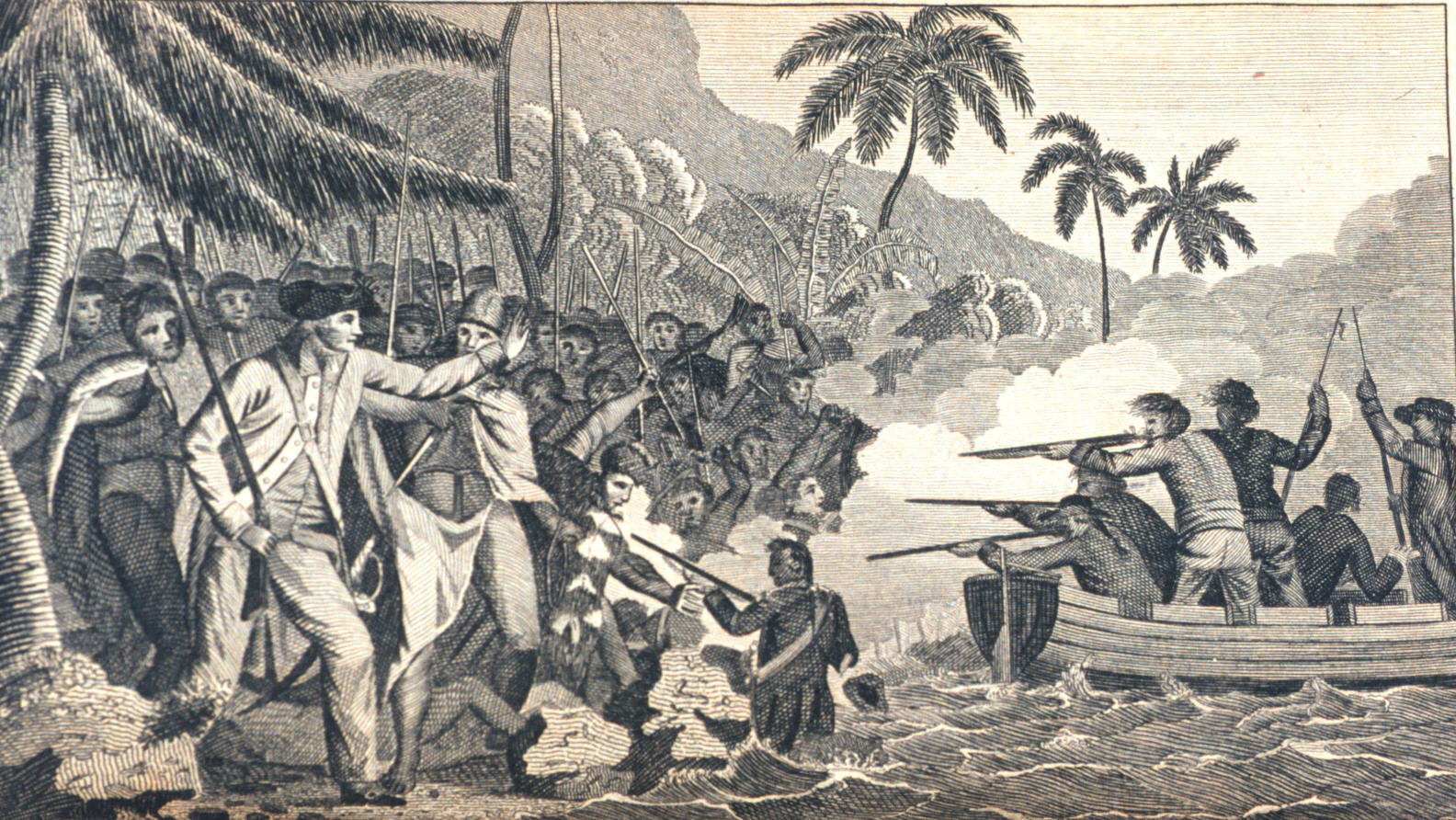
Cooks Ende (14. Februar 1779)

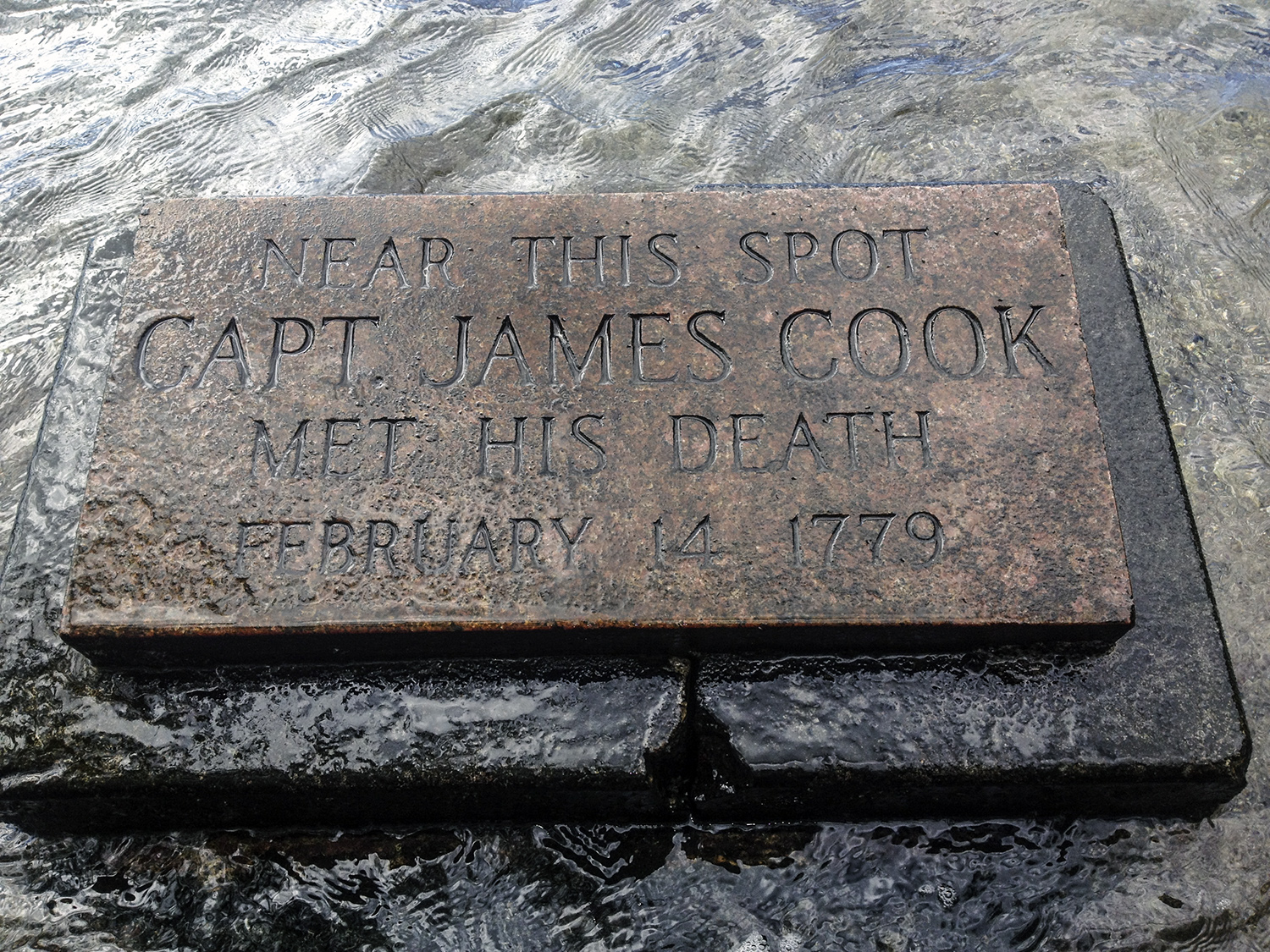
Gedenkstein in der Bucht, in der Cook ums Leben kam

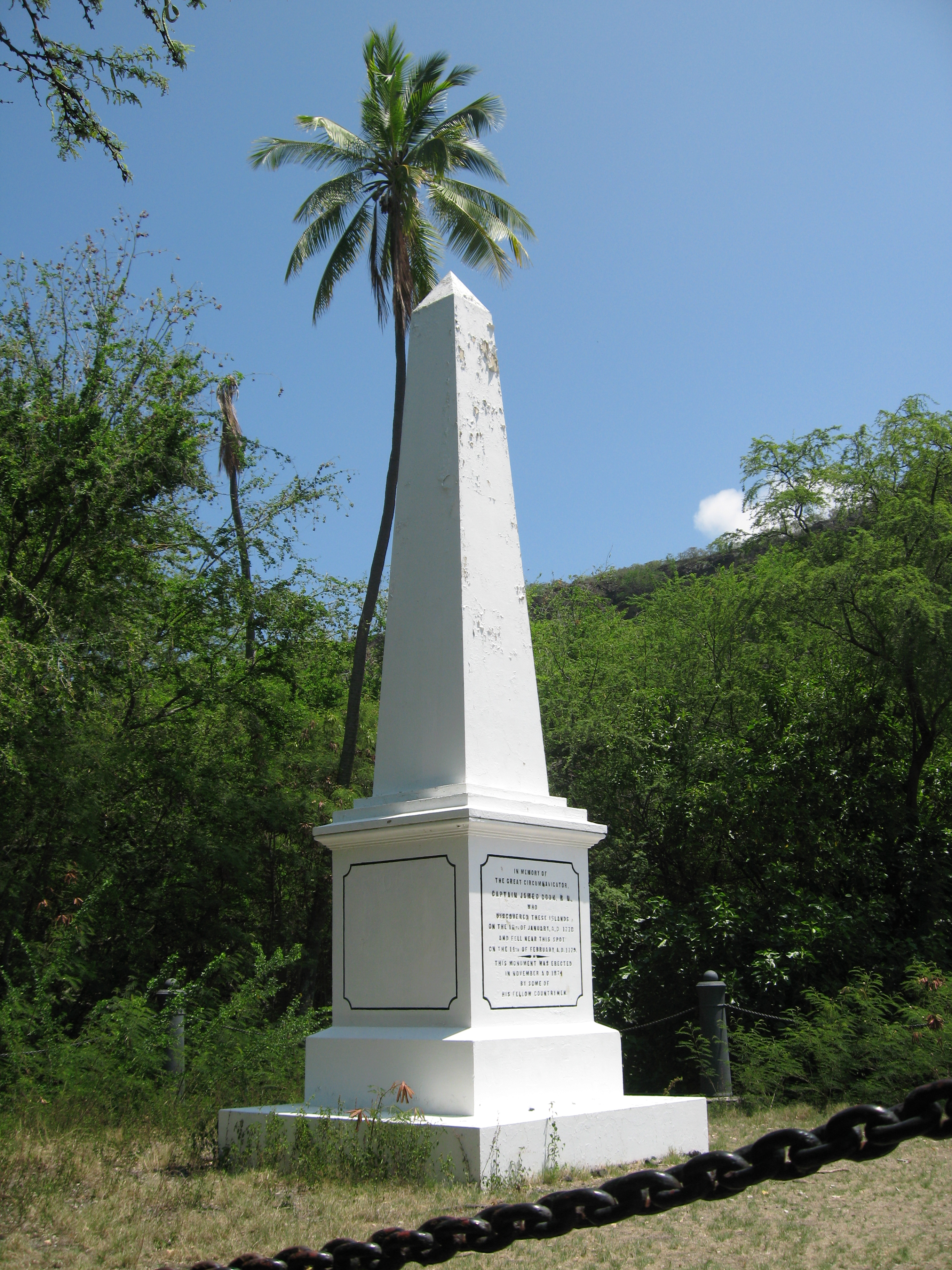
Cook Monument am Ufer der Kealakekua Bay

Nach der zweiten Reise war Cook berühmt, wurde in den Rang eines Post-Captain befördert, hatte einen sicheren, gut bezahlten Posten im Greenwich Hospital (Heim für mittellose Marineveteranen) und war in Anerkennung seiner Maßnahmen gegen Skorbut in die Royal Society berufen worden. „Die Resolution ist in ausgezeichnetem Zustand und wird bald ihre nächste Reise antreten – ohne mich“, schrieb er nach Whitby. Geplanter Reisegrund war die Suche nach der Nordwestpassage. Da Frachten aus dem Fernen Osten stark zugenommen hatten, war eine kürzere und in Kriegszeiten sicherere Route im Norden nicht nur Konversationsthema. Dass der Däne Bering schon 1728 dort gesucht hatte, war bekannt, wenngleich ohne Details.
Niemand hätte Cook eine weitere derartige Belastung zugemutet: Er selbst bot sich an und durfte erwarten, nicht abgelehnt zu werden. Der Vorzeige-Polynesier Omai – der auf der zweiten Reise aus Huahine mitgekommen und zum beliebten Edlen Wilden der Londoner Gesellschaft avanciert war – sollte auf dieser dritten Schiffsreise wieder in seine Heimat zurückgebracht werden.
Wichtige Teilnehmer der Expedition waren der Maler John Webber und die späteren Forschungsreisenden George Vancouver und Heinrich Zimmermann. Letzterer veröffentlichte seine Reiseerinnerungen – trotz Verbots der britischen Admiralität – als „Heinrich Zimmermanns von Wissloch in der Pfalz, Reise um die Welt, mit Capitain Cook“. James Cooks Sailing Master der Resolution war William Bligh, der spätere Kapitän der Bounty-Expedition.
Cooks Entdeckungsreisen hatten mittlerweile auch internationale Beachtung gefunden. 1776 waren die Marineoffiziere Frankreichs, Spaniens und der Vereinigten Staaten von ihren jeweiligen Regierungen angewiesen worden, Kapitän Cook auch dann ungeschoren zu lassen, wenn man sich gerade im Krieg mit England befand. Darüber hinaus sollte man ihn mit größtmöglichem Respekt behandeln, so als wäre er ein Zivilist, da schlussendlich alle Länder von den Entdeckungen Cooks in Form von Seekarten profitierten.
Am 12. Juli setzte Cook in Plymouth Segel, um zunächst über Teneriffa nach Kapstadt zu fahren. Dort stieß im November das zweite Schiff, die HMS Discovery unter Captain Charles Clerke, zur Expedition. Erste Vermessungsarbeiten machte Cook Ende Dezember etwa eine Woche lang auf den Kerguelen, die ihr Entdecker 1773 ebenfalls noch für einen Teil des Südkontinents gehalten und France Australe genannt hatte. Cook nannte sie Armutsinseln, bevor er sich in Richtung Neuseeland wandte.
Ende Januar traf er in der Adventure Bay von Tasmanien ein, wo die Kontakte zu den Einheimischen durch Omai beeinträchtigt wurden, der ihre Annäherungsversuche missdeutete und seine Waffe abfeuerte. Nach Entdeckung einiger der südlichen Cookinseln waren die Schiffe im Februar im Königin-Charlotte-Sund, wo sie knapp zwei Wochen lang instand gesetzt wurden. Ende April war er in Nomuka („Anamoka“), wo schon Tasman sich verproviantiert hatte. Von dort segelte er weiter nach Tongatapu, wo er festlich empfangen und bewirtet wurde und am 5. Juli eine Sonnenfinsternis beobachtete. Die Tongainseln durchkreuzend, setzte er nach einem Besuch auf ʻEua Kurs auf die Gesellschaftsinseln, wo er Tubuai, Tahiti und im August und September systematisch andere Inseln besuchte.
Am 12. Oktober wurde Omai, in Rüstung und zu Pferd, mit Pomp auf seine Heimatinsel Huahine gebracht, wo dann ein Haus für ihn gebaut wurde. Omais Abschied von Cook war tränenreich, und Cook brachte düstere Ahnungen über Omais Zukunft zu Papier: „Omai war umso geachteter, je weiter er von seinem Heimatland fort war.“ Omai missachtete auch Cooks Rat, die Mächtigen durch Gastgeschenke zu umschmeicheln, die ihm in großen Mengen mitgegeben worden waren, und machte sich noch während Cooks Aufenthalt „jeden Mann von einiger Bedeutung zum Feind“.
Cook entdeckte am 24. Dezember Kiritimati und beobachtete am 30. Dezember eine weitere Sonnenfinsternis auf Eclipse Island. Am 18. Januar 1778 tauchten hohe Inseln am Horizont auf, und am 20. Januar erfolgte die Landung auf Kauaʻi. Mit Erstaunen stellten die Seefahrer während des folgenden zehntägigen Aufenthalts die Kultur- und Sprachverwandtschaft mit dem weit entfernten Tahiti fest. Bevor er nach Nordosten absegelte, um das 1579 von Francis Drake gefundene Nova Albion (Kalifornien) zu erforschen, benannte Cook die Inselgruppe nach dem Ersten Lord der Admiralität „Sandwich-Inseln“ (heute Hawaiʻi-Inseln, nicht zu verwechseln mit den Südlichen Sandwichinseln im Südatlantik). Es sollte Cooks letzte große Entdeckung gewesen sein.
Anfang März stand er vor der Küste von Oregon, und Ende März legte er in der Resolution Cove, Hope Bay (Nootka-Sund) einen einmonatigen Landaufenthalt ein, um die Schiffe zu überholen. Er nannte ihn „König-George-Sund“, benannte eine Insel nach Bligh und eine Halbinsel nach Clerke. Dann bewegte sich die Expedition der Küste entlang nordwärts, durchquerte die Aleuten, stieß in die Beringstraße vor, bis sie auf 70° 44' N am Packeis scheiterte.
Auf Westkurs erreichte Cook danach Asien und gelangte bis Kap Deschnjow, den östlichsten Punkt der sibirischen Küste, bevor er wieder in die Aleuten zurückkehrte. Auf Unalaska traf er russische Pelzhändler, konnte Kartenmaterial der Aleuten und der Halbinsel Kamtschatka kopieren und erhielt von einem Geschäftsmann namens Ismailow ein Empfehlungsschreiben an den Gouverneur von Kamtschatka und Petropawlowsk. Über Ismailow sandte er Post an die Admiralität.
Als ihn der Winter aus den hohen Breiten vertrieb, nahm Cook am 26. Oktober 1778 wieder Kurs auf die Sandwichinseln (Hawaiʻi), wo er am 17. Januar 1779 in der Kealakeku Bay anlangte, zum Zeitpunkt des Makahiki-Festes zu Ehren des Gottes Lono. Das sonst über die Bucht verhängte kapu (Unantastbarkeit, geheiligter Ort) war für die Dauer des Festes aufgehoben.
Ob er für den Gott selbst gehalten wurde, ist ein langjähriges Streitthema. Fest steht, dass seine Mannschaft durch ihr Verhalten die Einheimischen bald eines anderen belehrte. Spätestens als ein verstorbener Matrose an einem Platz beerdigt wurde, der nur Häuptlingen zustand, muss sich die Einstellung der Hawaiier gegen ihre Gäste gewendet haben. Da Cook zwei Tage später, am 4. Februar 1779, aufbrach, kam es nicht mehr zu Tätlichkeiten. Als er jedoch am 11. Februar wieder zurückkehrte, um einen im Sturm beschädigten Mast der Resolution zu ersetzen, waren die Beziehungen bereits ruiniert. Es kam zu einem Kutter-Diebstahl durch die Einheimischen. Bei dem Versuch, den König (aliʻi nui) Kalaniʻōpuʻu als Geisel an Bord des Schiffes zu bringen, um den gestohlenen Kutter zurückzuerhalten, kam es dann zum Eklat.
Cook wurde am Strand aufgehalten und von einer großen Menge bedrängt. Ein erster Schrotschuss, den er aus seiner doppelläufigen Flinte abgegeben hatte, zeigte keine Wirkung, weil die Kugeln im Schild eines Angreifers steckenblieben. Mit einem zweiten Schuss tötete er einen Angreifer. Als er sich daraufhin zum Erteilen von Befehlen umdrehte, wurde er von hinten niedergestochen. Er fiel mit dem Gesicht ins Wasser, wurde herausgezerrt und getötet. Auch vier Marineinfanteristen und einige Hawaiier starben bei dieser Auseinandersetzung.
Anschließend übernahm Captain Charles Clerke das Kommando der Expedition und der Resolution, die Discovery übergab er an Lieutenant John Gore. Clerke war klug genug, von Repressalien Abstand zu nehmen, und erhielt über Vermittlung des Priesters und eines Sohnes des Königs wenigstens einige Körperteile Cooks und der Seesoldaten ausgehändigt, was bis zum 20. Februar dauerte, da die Leichname zerstückelt und an mehrere Familien verteilt worden waren. Teilweise waren sie auch verbrannt worden. Dies galt bei den Hawaiiern als Tradition, um einen Häuptling nach seinem Tod zu ehren und zu bestatten. Identifiziert wurde Cook an einer Jahre zuvor in Neuseeland entstandenen Brandwunde der rechten Hand. Am 21. Februar wurde für ihn in der Bucht eine Seebestattung abgehalten. Am nächsten Tag brachen die Schiffe auf.
Sie segelten nordwärts nach Petropawlowsk, wo sie von den Russen freundlich aufgenommen wurden. Die Nachricht von Cooks Tod erreichte England auf dem Landweg ein halbes Jahr vor der Heimkehr der Schiffe. Sein Nachfolger versuchte, den Auftrag weiterzuführen, scheiterte aber auf 70° 33' N am Packeis, das noch stärker schien als im Vorjahr. Auf der Rückreise nach Petropawlowsk starb Captain Clerke im Alter von 38 Jahren. Der in Virginia geborene Lieutenant Gore, der bereits an Cooks erster Pazifikreise teilgenommen hatte, führte die Expedition nach England zurück, wo sie am 6. Oktober 1780 eintraf.

## Charakter
Cook wird als ruhiger und sehr gewissenhafter Mann beschrieben. Als Expeditionsleiter fühlte er sich zwar seinem jeweiligen Auftrag sehr verpflichtet, doch sein ständiges Bestreben, den Ausbruch des auf Seereisen zu jener Zeit häufigen Skorbut zu vermeiden, spricht auch dafür, dass ihm das Wohlergehen aller Beteiligten ebenso wichtig war wie der Erfolg.
Als auf seiner ersten Expedition ein Großteil seiner Mannschaft und auch er selbst erkrankten, kümmerte er sich um die Leidenden und tröstete sie. Nach den 38 Todesfällen auf der ersten Fahrt machte er sich viele Gedanken darüber, wie die Zahl der Verstorbenen gesenkt werden konnte. Auf der zweiten Fahrt waren nur noch vier Tote zu beklagen, eine bemerkenswert geringe Anzahl für eine so lange Reise zu jener Zeit.

## Familie
Cook heiratete 1762 Elisabeth Batts und hatte mit ihr sechs Kinder. Der neugeborene Sohn Joseph starb 1768, die vierjährige Tochter 1771, der neugeborene George 1772 (also während der zweiten Pazifikreise), und keiner der übrigen wurde alt. Sohn Nathaniel kam 1781 in einem Hurrikan ums Leben, Hugh starb 1793 als Student in Cambridge, und der älteste Sohn James (* 1763) ertrank 1794. Mrs. Cook erhielt von der Admiralität eine stattliche Pension von 200 Pfund jährlich und starb 1835 im Alter von 94 Jahren.

## Nachwirkung

### Leistungen
Die Bedeutung Cooks liegt vor allem in seinen kartografischen Leistungen und geografischen Entdeckungen – in den Worten des Historikers John Beaglehole (1901–1971): „Die größte Lobrede auf Cook ist die Seekarte des Pazifik.“ Zum anderen hat sich Cook in seiner Pionierarbeit zur Verhinderung von Skorbut (und als Ideengeber bei der Vorbeugung gegen Beriberi) einen Namen gemacht. Cook beharrte auf Nahrungsmitteln wie Karottengelee oder eingezuckerten Zitronen, die er gegen die Vitamin-C-Mangelerkrankung Skorbut einsetzen wollte, die aber von der Regierung für zu teuer befunden und zum großen Teil auch von den Seeleuten abgelehnt wurden. Doch schließlich konnte er sich durchsetzen. Die Erfahrungen Cooks haben trotz vieler Widerstände innerhalb der Royal Navy später dazu geführt, dass die Besatzungen der englischen Kriegs- und Handelsmarine zu einer entsprechenden Vitamin-C-haltigen Diät verpflichtet wurden. Die Expeditionen von James Cook bildeten den Auftakt zur Kolonialisierung im 19. Jahrhundert.

### Nachlass
Der Nachlass von James Cook ist im Weltmuseum Wien ausgestellt.

### Ehrungen
Für seine Leistungen an der Küste von Newfoundland und Nova Scotia sowie dem Sankt-Lorenz-Golf ehrte die kanadische Regierung, vertreten durch den für das Historic Sites and Monuments Board of Canada zuständigen Minister, am 16. Mai 1945 James Cook und erklärte ihn zu einer „Person von nationaler historischer Bedeutung“.

#### Porträt auf Münzen und Medaillen
Zu Ehren Cooks wurden zahlreiche moderne Münzen und noch mehr Medaillen ausgegeben. Ein verhältnismäßig frühes Stück ist der 1928 geprägte Gedenkhalbdollar der USA zum 150. Jahrestag der Ankunft von James Cook in Hawaii. Cook-Medaillen werden besonders in Australien gesammelt.

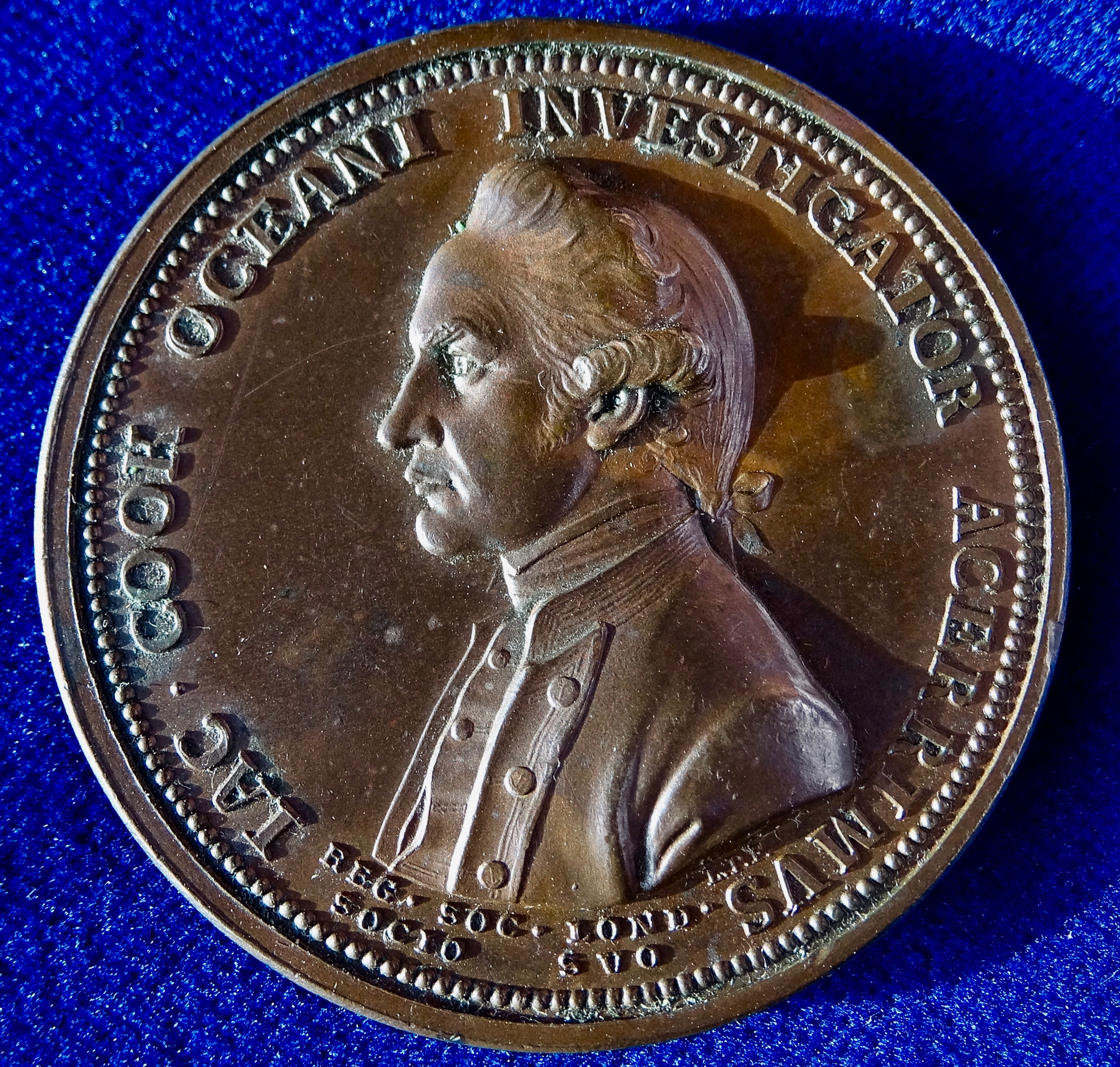
Cooks Porträt auf Vorderseite der der Medaille von Lewis Pingo, 1783 herausgegeben von der Royal Society of London
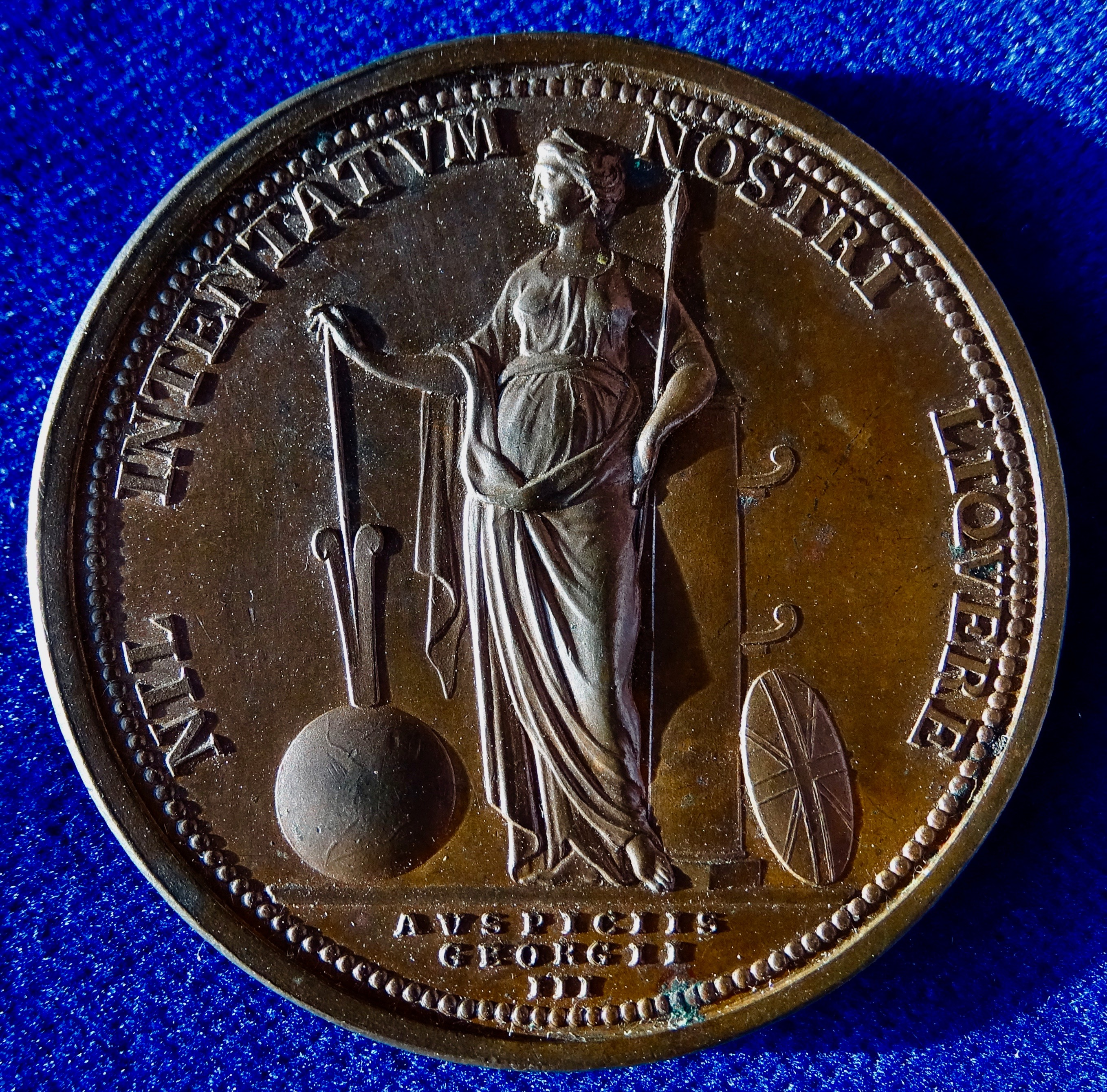
Die Rückseite dieser Medaille zu Cooks Andenken
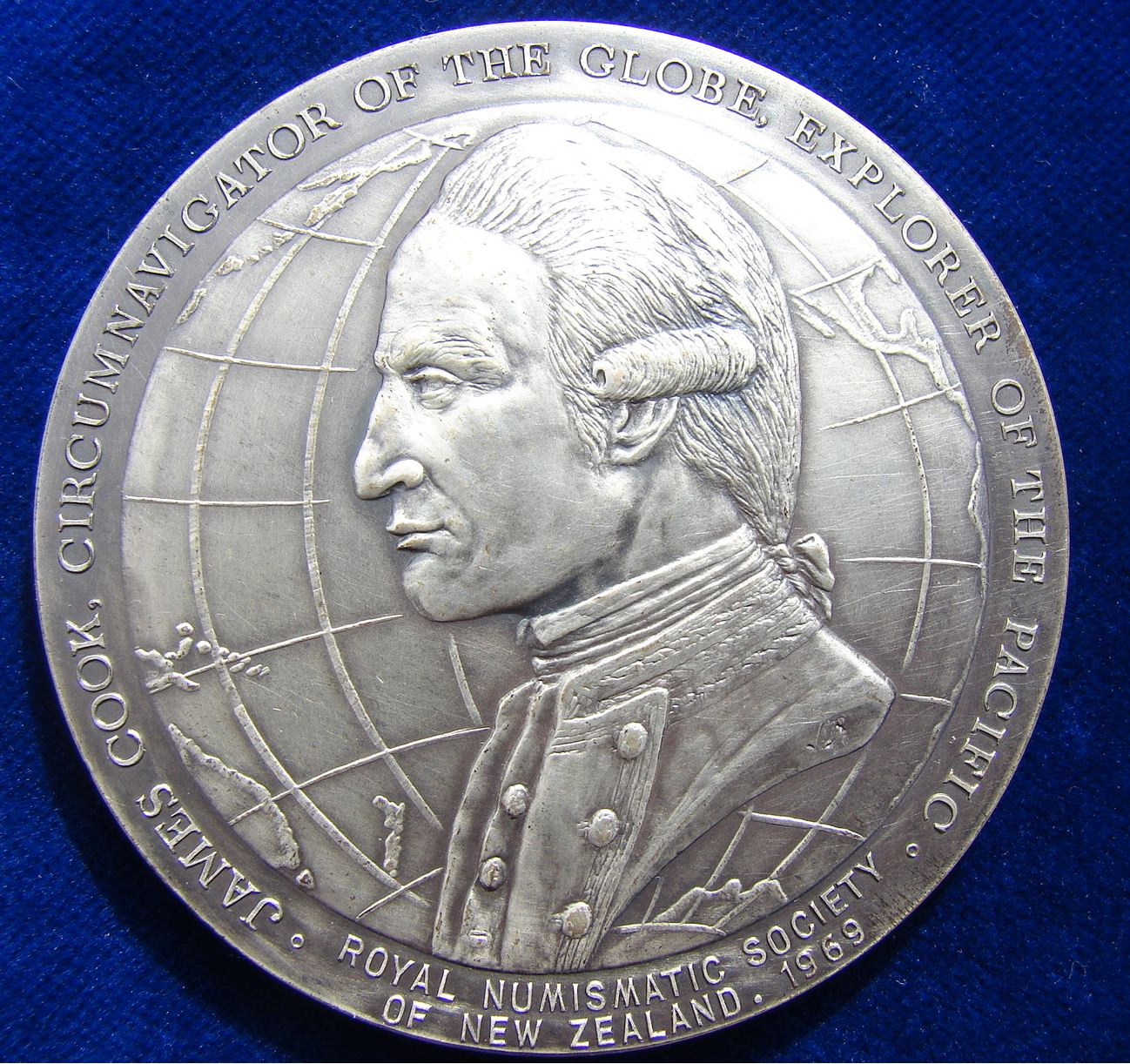
Porträt von James Cook auf der Vorderseite der Silbermedaille von James Berry zur 200-Jahr-Feier der Wiederentdeckung Neuseelands 1969

#### Widmungen
Unter anderem sind nach James Cook benannt:

##### Australien
- Cooktown (Queensland)
- James Cook University (Cairns und Townsville)
- Cook Island, winzige Insel im Cook Island Aquatic Reserve, New South Wales
- Cook County, New South Wales
- Electoral District of Cook, Queensland
- Australian Electoral Division of Cook, New South Wales
- Cooks River, Sydney
- Captain James Cook Memorial, Canberra

##### Neuseeland
- Cookstraße, Meerenge zwischen der Nord- und Südinsel Neuseelands
- Cookinseln (Polynesien)
- Aoraki/Mount Cook, Südinsel
- James Cook Observatory in Gisborne, Südinsel
- Cook River/Weheka

##### Vereinigtes Königreich
- James Cook University Hospital in Middlesbrough
- Royal Research Ship RRS James Cook

##### Sonstiges
- Cook Bay, Tahiti
- Cook Bay, Südgeorgien
- Cook-Gletscher, Kerguelen
- Cook-Gletscher, Südgeorgien
- Cook Inlet, Meeresstraße vor Alaska
- Cook Island, Südliche Sandwichinseln
- Cook Rock, Südliche Sandwichinseln
- Mount Cook, Alaska und Kanada
- Die beiden Raumfähren Endeavour und Discovery, benannt nach Cooks erstem (HMS Endeavour) und letztem Schiff (HMS Discovery)
- Cook Landing Site (in Waimea auf der Insel Kauaʻi), nationale Gedenkstätte
- Captain Cook, Hawaii County
- Cook Mountains, Antarktika
- (3061) Cook, ein Asteroid des Hauptgürtels
- Cook, ein Mondkrater
- Avenue James Cook, die Hauptstraße auf der Insel Nouville in Neukaledonien
- James-Cook-Straße in Berlin-Spandau
- Westfalia James Cook, ein auf Mercedes-Benz aufgebautes Reisemobil
- James Cook Echter Übersee Rum (LIDL)
- Die Pflanzengattungen Captaincookia N.Hallé aus der Familie der Rötegewächse (Rubiaceae) und Cookia Sonn. aus der Familie der Rautengewächse (Rutaceae) sind nach ihm benannt.[22]

### Sonstige Rezeption
Im Zuge postkolonialer Studien und zivilgesellschaftlicher Bewegungen fand der Umgang James Cooks mit indigenen Völkern (vgl. bspw. seine Todesumstände) sowie die strategischen Ziele seiner Missionen vermehrte Aufmerksamkeit. Auch wenn eindeutig zuzuordnende Kolonialverbrechen erst später folgten, stellt Cook für Teile der Aborigines ein Symbol des Paternalismus europäischer Imperien dar.

## Filme/Fernsehen
1971 drehte der Tauchpionier Hans Hass den Film Unsere Reise mit Kapitän Cook für das Süddeutsche Fernsehen in Stuttgart. Genau 200 Jahre nach James Cook vollzog er dessen Reise bis Kap York an den Originalschauplätzen, auch unter Wasser, nach.
1987 wurden die Reisen des James Cook in einer deutsch-australischen Koproduktion unter dem Titel Wind und Sterne verfilmt.
Die zweiteilige Dokumentation Captain Cook: Seefahrer und Entdecker (Australien/Kanada 2007) wurde von Arte am 22. und 23. März 2008 gesendet.